# Габриел Хайнце
Габрие́л Ива́н Ха́йнце (на испански: Gabriel Iván Heinze) е бивш аржентински футболист, национал на Аржентина. Роден е на 19 април 1978 г. в град Креспо, провинция Ентре Риос. Играе еднакво добре като краен ляв и като централен защитник.

## Състезателна кариера
Хайнце започва кариерата си в родината си с екипа на Нюелс Олд Бойс. Бързо привлича вниманието от различни европейски клубове, като още на следващата година 19-годишен подписва за три години с испанския елитен Реал Валядолид. В първия си сезон не успява да се наложи и е пратен под наем в португалския Спортинг Лисабон. След края на сезона се завръща за още две години във Валядолид. През лятото на 2001 г., Хайнце преминава в Пари Сен Жермен където изиграва над 100 мача за три сезона и допринася за спечелената Купа на Франция за 2004 г. През юни 2004 г., Хайнце преминава в Манчестър Юнайтед срещу трансферна сума на стойност £ 6 милиона. Прави дебюта си за Юнайтед през септември 2004 г. при равенството 2:2 срещу Болтън. През сезон 2004–05 Габриел Хайнце става първият и единствен носител на наградата Сър Мат Бъзби Играч на годината от страна извън Европа, присъждана ежегодно на най-добрия футболист на Манчестър Юнайтед. На 14 септември 2005 г. в мач от Шампионската лига срещу Виляреал аржентинецът получава тежка контузия която го вади от терените до края на сезон 2005-06. В негово отсъствие Юнайтед губят титулярния си ляв бег за дълго време което налага да потърсят негов заместник в лицето на Патрис Евра. При завръщането си в първия състав аржентинецът е използван като централен защитник и партньор на Уес Браун. На 21 юли 2007 г. от щаба на „червените дяволи“ отхвърлят оферта на Ливърпул за правата на защитника на стойност £ 6,8 милиона. На 22 август 2007 г., Хайнце подписва четиригодишен договор с Реал Мадрид на стойност £ 8 милиона. Още в първия си сезон печели Примера Дивизион и Суперкупата на Испания. На 30 юли 2009 г. аржентинецът преминава в редиците на Олимпик Марсилия където под ръководството на треньора Дидие Дешан още в първия си сезон печели златен „дубъл“.

## Национален отбор
Прави дебют за Националния отбор на 30 април 2003 г. в приятелски мач срещу Либия. На следващата година печели златен медал на Летните олимпийски игри. Въпреки пропуснатия поради контузия сезон 2005-06, Хайнце е повикан за финалите на Световно първенство през 2006 г. Участва и на Копа Америка през 2007 г. на който Аржентина губи на финала от Бразилия с 0:3. През 2010 г. 32-годишният Габриел Хайнце участва на второ си Световно първенство в ЮАР 2010.

## Успехи
Пари Сен Жермен
- Купа на Франция (1): 2003–04

 Манчестър Юнайтед
- Висша лига (1): 2006–07

 Реал Мадрид
- Примера Дивизион (1): 2007–08
- Суперкупа на Испания (1): 2008

 Олимпик Марсилия
- Лига 1 (1): 2009–10
- Купа на лигата (1): 2009–10

 Аржентина
- Летни олимпийски игри 2004: златен медал